# 走西口

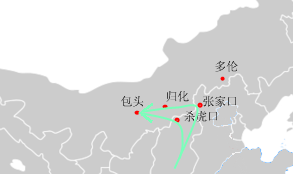
走西口地区地图

走西口是指明、清兩代至民國初年，由長城內漢地的山西、陕西北部、河北及邻近地区的居民因经商或谋生而向长城外少数民族地区的移民活动。「西口」指的是明長城西端的幾個關隘，包括殺虎口、張家口等。

## “西口”来由
“口”原指明長城的關口。明朝和蒙古通關互市後，這些軍防關口變成漢蒙貿易的通商口岸。其中兩處最为重要，一是河北省的張家口，稱為東口；另一個是山西省右玉縣的殺虎口，稱為西口。但关于西口的位置问题存在争议。在走西口的過程中，“西口”並不專指殺虎口，張家口以西，晉北、陝北與內蒙交界的長城沿線各關口皆稱為“西口”；然而殺虎口是旧时山西省中北部居民通往内蒙古中西部的一条必经之路。
1893年，俄国人、蒙古学学者波兹德涅耶夫在内蒙古旅行考察时写道：“我在归化城（指呼和浩特市）曾多次见到官家的运输车辆上所标的地名都是‘西口’，这一名称也同样出现在当地驻军的号衣上。”俗语说“东口到西口，喇嘛庙到包头。”指的就是从张家口到归化城、多伦到包头。西口通常指的是归化城以西，亦称口外，即今内蒙古自治区中西部（民國時期為綏遠省）。

## 歷史

### 苗頭
明代中前期，被朱元璋趕到漠北的北元政權長期與明朝敵對，長城各關口戒備森嚴。直到1571年，蒙古土默特部首領俺答汗與明朝達成隆慶合議，雙方始通關互市。與此同時，開始有少量內地漢人私自越過長城去蒙古謀生。
從明後期到清初，走西口已有苗頭，但未成氣候。
清兵入關後，清朝將蒙古視作同盟。爲了隔絕蒙古和漢人的聯繫，清朝封禁蒙古，禁止漢人私自越關，并沿長城北側劃了一條南北寬五十里、東西長兩千里的禁地，以分隔漢蒙。禁地內不准農耕放牧，每年燒荒，因此禁地的土壤富含腐殖質而呈黑色，稱為“黑界地”。但封禁並不絕對，順治皇帝曾允許少量晉陝冀百姓去蒙地墾荒，但必須春去秋回，不可在口外定居，亦不准攜帶親屬；因此出现了一批春種秋歸的“雁行者”。

### 第一波浪潮
走西口的第一波浪潮開始於康熙年間。這時社會漸趨穩定，人口增加。在康熙推行攤丁入畝、“滋生人丁、永不加賦”的政策後，人口爆发式增長，越發人多地少。此時朝廷放鬆蒙古封禁，開放部份蒙地，內地漢人由此開始大規模遷徙到口外。

### 第二波浪潮
第二波浪潮從光緒年持续到民國时期。當時全國內憂外患，政治腐敗，土地兼併嚴重，人口快速增長造成大批失地農民的出现，連年災荒迫使百姓移民。尤其是1901年《辛丑條約》簽訂後，清朝急於募集巨額賠款，於是全面開放蒙地，向墾荒移民徵收押荒銀，交錢後可擁有土地永久使用權。同時為抵禦沙俄蠶食北方邊境，清朝號召“移民實邊”，鼓勵內地漢人定居邊境。到民國初年，內蒙漢人達300萬人。
大多數移民從事體力勞動：或佃地、或墾荒、或放牧、或受雇從事小手工藝，也有一部份從事商貿。全國聞名的晉商中，很大一部份是發家自旅蒙貿易。

## 地理因素
移民主要來自山西西部、北部和陝西北部，這些地區屬於黃土高原，自然環境惡劣：植被鮮少，土壤貧瘠，天災頻繁。光緒初年發生丁戊奇荒（1875年-1878年），連續多年的乾旱使許多村落田園荒蕪，顆粒無收。有山西民謠唱：“河曲保德州，十年九不收，男人走口外，女人挖苦菜。”这一旱灾中950万人-1300万人遇难，2000余万灾民被迫逃荒或被贩卖到外地。
而長城外的口外是一馬平川的草原，土地肥沃、水草豐茂、地廣人稀，於是大量災民遷往現在的内蒙古中西部河套平原一帶（綏遠省）的歸化城（今呼和浩特市）、伊克昭盟（今鄂爾多斯市）、烏蘭察布、包頭、巴彥淖爾等。如今内蒙古最大的城市包頭市就是因爲走西口的移民較多而形成為城市。

## 影響
走西口使得晉陝冀綏四地的社會得到了融合、經貿得到了交流、文化得到了交融，也催生了社會變革的因子。走西口導致更多的漢族移居到口外，使得從綏遠省的人口主要以漢族爲主。这一移民活动大大改变了口外蒙古的社会结构、经济结构和生活方式。同时，占移民比例极高的山西移民，作为文化传播的主要载体，将山西的晋文化带到了内蒙古中西部地区，使当地形成二人台这样的富有浓郁山西本土特色的移民文化。晋文化作为农耕文化的一部分，通过人口迁移，与当地的游牧文化相融合，形成富有活力的多元文化，丰富了中国的文化。

### 晉商和城市化
大批的山西籍商人因爲在包頭、呼和浩特（歸綏市）等地經商成功，促成了中國特有的商業群體——晉商，進而促進了山西重商文化、商業觀念、經商風氣的形成。
早在康熙年間晉商就在蒙古出現。最初的晉商跟隨平定準噶爾部叛亂的清軍做隨軍貿易，後來则和沿途的蒙古人做生意。政策寬鬆後，越來愈多山西商人开始活躍在蒙古。從傳奇人物喬家先祖喬貴發可看出走西口的晉商歷史。
喬貴發生於乾隆年，因生活所迫而去包頭謀生。最初他在當舖做夥計，十年後賺了些錢便和朋友合夥開了家商號“復盛公”，多年苦心經營後成為包頭最大商號。在走西口移民開發蒙地的歷史社會背景下，復盛公目睹了包頭由塞外村莊發展為大城市的过程，於是有民謠：“先有復盛公，後有包頭城”。
另一大城市呼和浩特也和包頭類似，作為貨運主要集散地，在晉商的推動下成為內蒙一大商業中心。

## 方言形成
因爲走西口的出发地主要是以山西省中北部、陝北一帶居多，造成如今内蒙古中西部地區還是使用晉語。同時在走西口的幾百年间，参与其中的百姓也受到了一些蒙古語的影響，其使用的语言中吸收了一些蒙古语词汇。由於各地晉語在走西口目的地的融合，也使內蒙古境內的晉語具有了一些不同于山西省内晉語的特色。
内蒙古中西部的晉語在方言分區上，主要分属于張呼片、五臺片和大包片。